# FMR (radio)
 (avril 2022).
Pour les articles homonymes, voir FMR.

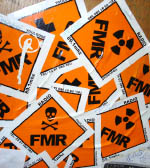
Autocollants du logo de FMR

FMR est une radio associative (autorisation de catégorie A) non-commerciale émettant sur la région de Toulouse en Modulation de Fréquence sur 89,1 MHz de 6h00 à 14h00 puis de 17h00 à 22h00  en semaine mais aussi sur la DAB+ locale sur le canal 7C. Son slogan est « La French independant radio libre since 1981 ». Sa programmation musicale est éclectique avec toutefois une dominante musiques actuelles. Ses émissions sont principalement axées sur la vie culturelle et sociale du Grand Toulouse[réf. souhaitée]. Son ton est ouvertement décalé, voire provocateur[réf. souhaitée]. Elle est membre des fédérations Ferarock, FRANC-MP et CNRA.

## Historique
1981-1988
FMR a été créée durant l'été 1981 et commence à émettre décembre 1981. Ses studios sont d'abord installés dans une petite pièce au-dessus du bar le "Regalty" avenue de Grande-Bretagne à Toulouse puis s'installe rapidement au fond d'une cave dans le centre-ville. La programmation musicale est principalement rock, punk, new wave, reggae... Son ton plutôt provocateur, libertaire, iconoclaste l'inscrit alors dans la mouvance de la radio Carbone 14 ; coups téléphoniques, interview truquées... À titre d'exemple, FMR bénéficiant d'une notoriété et d'un crédit suffisants, un groupe d'animateurs : les Aventuriers Contre la Déperdition des Joies du Rut (ACDJR) a pu lancer en 1985 un canular : la mort par overdose du chanteur et guitariste de The Cure, Robert Smith, qui a pris les proportions d'une rumeur 

La radio s'est impliquée dans la vie musicale toulousaine en organisant des concerts et en éditant plusieurs compilations dont une où figure le titre Adieu Paris de Les Fils de joie.
1989-1993 
La radio possède sa propre salle de concert dans le quartier des Minimes : la Salle FMR. Cette salle fut fermée à la suite de plaintes du voisinage.
1994-2008 
Son antenne et ses studios sont hébergés gracieusement sur le terrain de la salle de concert / discothèque Le Bikini, à Toulouse. La discothèque (lieu où sont rangés les disques) et l'administration de la radio sont dans un local partagé avec d'autres associations, boulevard des Recollets, à Toulouse. Le studio fut fermé après la catastrophe de l'usine AZF le 21 septembre 2001 qui a détruit Le Bikini. 

À partir de mai 2008, FMR partage sa fréquence (qui restera inchangée) avec Booster FM à la suite du nouveau plan de fréquence FM adopté par le CSA. 

Les locaux sont situés boulevard des Minimes, le long du canal du Midi, à Toulouse.